# Kino Janosik w Żywcu
Kino Janosik − kino mieszczące się w Żywcu przy ul. Sobieskiego 1, należące do Sieci Kin Studyjnych i Lokalnych, prowadzone przez Instytucję Filmową „Silesia-Film”.

## Historia
Kino zostało wybudowane w 1906 roku przez mieszczanina żywieckiego Antoniego Kasztelnika. Obiekt wzorowany był na praskim kinie Royal Bioskop. Początkowo kino nosiło nazwę Urania. Najstarszy dokument o pokazie filmowym pochodzi z 1911 roku. Wyświetlono wtedy Życie i Mękę Chrystusa oraz Uroczystości weselne na zamku żywieckim. W ówczesnej sali kinowej, w najdalszym miejscu znajdowały się ławki, następnie fotele składane, zaś na samym początku fotele oraz środkowa loża przygotowana dla rodziny arcyksięcia. W 1916 roku nazwę obiektu zmieniono na Edison. W latach 30. mógł on pomieścić 360 osób. W czasie II wojny światowej kino zostało zaadaptowane przez okupantów na magazyny wojskowe. Po zakończeniu wojny działalność kina została wznowiona, a nazwa zmieniona na Janosik w sezonie 1948/49. W latach 50. XX wieku władze komunistyczne odkupiły budynek od spadkobierców Kasztelnika. Od 1949 roku funkcję kierownika pełnił Stanisław Itzeli zarządzający nim przez prawie 50 lat.
Kino Janosik znajduje się pod zarządem Instytucji Filmowej „Silesia-Film” od 2003 roku. W 2004 roku wyremontowano salę kinową. W 2010 roku wprowadzono system dźwiękowy Dolby Digital EX. W 2011 roku kino zakupiło nowy projektor cyfrowy i ekran perełkowy. Od tego czasu wyświetla filmy w technologii 3D. W marcu 2025 roku rozpoczęto prace modernizacyjne o wartości 257.495,00 PLN i czasowo zawieszono działalność.
W kinie funkcjonuje klub filmowy. Prowadzony jest cykl „Kinoszkoła”, „Kultowy Janosik” i Przegląd Filmów Górskich „Adrenalinium”.